# Степанов, Владимир Васильевич (учёный)
Владимир Васильевич Степанов (25 сентября 1934, Приморское — 20 апреля 2019, Саратов) — кандидат юридических наук, профессор кафедры криминалистики Саратовской государственной юридической академии, заслуженный юрист РФ, почётный работник высшего профессионального образования РФ, учёный-криминалист. Автор около 250 научных и методических работ, в том числе 11 монографий.

## Биография
Владимир Васильевич Степанов родился 25 сентября 1934 года в селе Приморском Донецкой области.
Окончил Саратовский юридический институт им. Д. И. Курского (ныне — Саратовская государственная юридическая академия) в 1958 году. С 1958 по 1961 г. работал следователем прокуратуры в Краснодарском крае и в Саратове. В 1964 защитил кандидатскую диссертацию на тему «Расследование взяточничества». Работал ассистентом, старшим преподавателем, доцентом кафедры криминалистики Саратовского юридического института. В 1966—1967 г. был деканом дневного факультета, с 1973 по 1981 г. руководил кафедрой криминалистики. С 1981 г. — доцент кафедры. С 1987 по 1997 г. вновь заведующий кафедрой. С 1997 г. по 2019 г. — профессор кафедры криминалистики.
Кандидат юридических наук (1964), профессор (1992). Им подготовлено 56 кандидатов юридических наук. Среди его учеников такие видные ученые-криминалисты как В. Д. Зеленский, А. С. Подшибякин, Л. Г. Шапиро, И. П. Можаева и др.
Владимир Васильевич автор около 300 научных и методических работ, в том числе 15 монографий.
За особый вклад в развитие науки и подготовку научных кадров в январе 1992 г. Владимиру Васильевичу присвоено звание профессора. Его труд отмечен государственными наградами. В. В. Степанов — заслуженный юрист РФ, Почётный работник высшего образования России, награждён медалями.

## Награды
- Медаль «В ознаменование 100-летия со дня рождения Владимира Ильича Ленина» (1970)
- Медаль «Ветеран труда» (1984)
- Победитель социалистического соревнования (1973)
- Заслуженный юрист Российской Федерации (1999)[1]
- Заслуженный работник высшей школы Российской Федерации (2011)[2]
- Почётный работник высшего профессионального образования Российской Федерации (1997)

## Основные труды

### Книги, монографии, учебные пособия
- Степанов В. В. Расследование взяточничества. — Саратов: СГУ, 1966. — 163 с.
- Степанов В. В. Предварительная проверка первичных материалов о преступлениях. — Саратов: СГУ, 1972. — 140 с.
- Степанов В. В. (соавтор). Научные и правовые основы тактики предъявления для опознания при расследовании преступлений. — Саратов: Изд-во ГОУ ВПО «Саратовская государственная академия права», 2003. — 168 с. — ISBN 5-7924-0246-9.
- Власенко Н. В., Степанов В. В. Сущность и тактика проверки показаний на месте. — М.: «Юрлитинформ», 2004. — 160 с. — (Библиотека криминалиста). — ISBN 5-93295-133-8.
- Гаврилов М. А., Степанов В. В. Привлечение населения к участию в борьбе с преступностью. — М.: «Юрлитинформ», 2007. — 216 с. — (Библиотека криминалиста). — ISBN 978-5-93295-305-1.
- Можаева И. П., Степанов В. В. Организационные основы деятельности следователя по раскрытию, расследованию и предупреждению преступлений. — М.: "Юрлитинформ", 2007. — 152 с. — (Библиотека криминалиста). — ISBN 978-5-93295-309-9.
- Степанов В. В., Шапиро Л. Г. Специальные знания в уголовном судопроизводстве. — М.: «Юрлитинформ», 2008. — 224 с. — (Библиотека криминалиста). — ISBN 978-5-93295-414-0.
- Седова Г. И., Степанов В. В. Дознание: функции и организация деятельности: учебное пособие. — М.: «Приор-издат», 2003. — 80 с. — 2000 экз. — ISBN 5-9512-0078-4.
- Степанов В. В., Савельева М. В. Фактор внезапности в уголовном судопроизводстве (процессуальные и тактические аспекты). — Саратов: Три А, 2006. — 228 с. — ISBN 5-98002-002-5.
- Кубанов В. В., Степанов В. В. Криминалистические учёты огнестрельного оружия и следов его применения. — М.: Издательство «Юрлитинформ», 2008. — 168 с. — ISBN 978-5-93295-403-4.
- Дементьев В. В., Степанов В. В. Инсценировка преступления: сущность и методы раскрытия. М.: Издательство Юрлитинформ, 2009. — 176 с. — ISBN 978-5-93295-546-8
- Просвирин Е.В., Степанов В. В. Описание как метод познания и фиксации доказательств при расследовании преступлений. — М.: Юрлитинформ, 2011. — 168 с. — ISBN 978-5-93295-904-6.
- Гвоздева И. С., Степанов В. В. Теория и практика использования специальных знаний при расследовании групповых корыстно-насильственных преступлений несовершеннолетних. — М.: Юрлитинформ, 2010. — 184 с. — (Библиотека криминалиста). — ISBN 978-5-93295-753-0.
- Степанов В. В. Избранные научные работы. В 2-х томах. Т. 1. — Саратов: ООО "Типография «Альянс-Т», 2011. — 480 с. — ISBN 978-5-904835-05-7.
- Степанов В. В. Избранные научные работы. В 2-х томах. Т. 2. — Саратов: ООО "Типография «Альянс-Т», 2011. — 495 с. — ISBN 978-5-904835-05-0.
- Галушкин В. И., Степанов В. В. Правовые и криминалистические аспекты использования ревизий и проверок при выявлении и расследовании преступлений. — М.: Юрлитинформ, 2012. — 224 с. ISBN 978-5-4396-0005-2.
- Степанов В. В., Бабакова М. А. Поисково-познавательная деятельность при расследовании преступлений, совершенных с использованием высоких технологий. — М.: Юрлитинформ, 2014. — 256 с. ISBN 978-5-4396-0562-0.

### Статьи
- Степанов В. В. Расследование взяточничества: автореф. дис. … канд. юрид. наук / науч. рук. Д. П. Рассейкин; М-во высшего и среднего специального образования РСФСР, Саратовский юридический институт им. Д. И. Курского. — Саратов, 1964. — 20 с.
- Степанов В. В. Тактические особенности предъявления для опознания // Проблемы совершенствования следственных действий и оперативно-розыскных мероприятий в аспекте ликвидации преступности в СССР: Матер. Всесоюз. науч. конф. криминалистов и судебных психологов. — Алма-Ата: Изд-во Каз. ун-та, 1974. — С. 61-63.
- Степанов В. В. Выявление преступлений — начальный этап борьбы с преступностью // Проблемы оптимизации первоначального этапа расследования преступлений. — Свердловск, 1988. — С. 25-32.
- Степанов В. В., Шапиро Л. Г. Документальные проверки и ревизии как средства собирания информации в уголовном судопроизводстве // Уголовное право. — 2006. — № 4. — С. 82-86.
- Степанов В. В., Шапиро Л. Г. Использование документальных проверок и ревизий при возбуждении уголовных дел // Уголовный процесс. — 2006. — № 11. — С. 60-64.
- Шапиро Л. Г., Степанов В. В. К вопросу о правовых нормах, квалифицирующих преступления, вязанные с незаконным оборотом оружия, и других предметов, представляющих повышенную опасность // «Черные дыры» в Российском Законодательстве. — 2007. — № 1. — С. 128—131.
- Степанов В. В., Шапиро Л. Г. Компетентность и компетенция как категория судебной экспертизы // Правоведение. — 2007. — № 3. — С. 117—125.
- Савельева М., Степанов В. Нейролингвистическое программирование в следственной практике // Законность. — 2006. — № 5. — С. 16-19.
- Степанов В. В., Хаметов Р. Б. Организация преподавания криминалистики в вузах // Южно-уральские криминалистические чтения. Вып. 9. — Уфа: Изд-во Башкирского университета, 2001. — С. 27-30.
- Степанов В. В. Правовая природа и направления совершенствования проверки показаний на месте // Государство и право. — 2001. — № 12. — С. 74-80.